# Aychew Kebede
Pour les articles homonymes, voir Kebede.
 (mars 2023).
République fédérale démocratique d'Éthiopie
Aychew Kebede (Ge'ez : አይቸው ከበደ) est un des 112 membres de la Chambre de la fédération éthiopienne. Il est un des 17 conseillers de l'État Amhara et représente le peuple Amhara.